# Clifton City, Missouri
Clifton City este (în ciuda denominării city) o localitate neîncorporată din districtul civil Otterville, comitatul Cooper, statul Missouri, Statele Unite ale Americii.
Localitatea, care se află pe Katy Trail State Park, se găsește în apropiere de Otterville, dar la circa 21.9 km (sau 13.6 mile) vest de Sedalia.